# فوميتو أويدا
فوميتو أويدا (上田 文人 Ueda Fumito) ولد في 19 أبريل 1970 م، هو مصمم ألعاب ياباني ولد في محافظة هيوغو كان المخرج وقائد التصميم في لعبتي آيكو وشادو أوف ذا كولوسس.

## التوجه
أويدا ذو توجه فني بحت في تصميم الألعاب، أخذ شهرته من ثلاثية ايكو، أكثر العابه نجاحاً هي شادو أوف ذا كولوسس التي صدرت في عام 2005، اللعبة عبارة عن خليط فني رائع حيث دمج المعمارية بالعمالقة ضمن أسلوب تجريدي بحت في التصاميم الفنية وحتى في أسلوب اللعب، ذلك كون العمالقة هم الأعداء وهم الجزء الأكبر من بيئة المعركة وهم الوسيلة للغاية في القصة.
يعتبر أيودا من أشهر البارزين في العقد الماضي بسبب أسلوبه الفني وتوجه تطويره الفني، كما انه يعمل في فريق ايكو وهو أحد الفرق القليلة جداً التي تقوم بتطوير ألعاب أصيلة.

## الأعمال
- انمي زيرو (1997) - محرك رسوم
- آيكو (2001) - مخرج/قائد التصميم/قائد تحريك الرسوم/تصميم الغلاف/إخراج الفن
- شادو أوف ذا كولوسس (2005) - مخرج/قائد التصميم
- ذا لاست جارديان (TBA) - مخرج

## روابط خارجية
- فوميتو أويدا على موقع IMDb (الإنجليزية)
- فوميتو أويدا على موقع قاعدة بيانات الفيلم (الإنجليزية)